# 프랭크 노리스

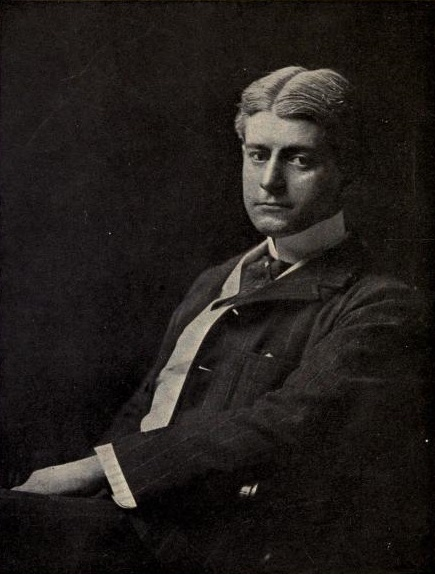

벤자민 프랭클린 노리스(Benjamin Franklin Norris, 1870년 3월 5일 ~ 1902년 10월 25일)는 미국 소설가이다. 시카고에서 태어나 캘리포니아와 하버드 두 대학에서 수업했다. 재학시절부터 졸라, 키플링의 영향을 받아 《맥티그》(1899)를 발표, 크레인, 런던 등과 함께 환경과 유전문제를 중시하여, 미국 자연주의 문학의 선구가 되었다. 이 밖에 《문어》(1901) 《곡물거래소》(穀物去來所)(1903) 등에서 농민의 경제적 빈궁을 묘사했다.

## 한국어 번역
- 김욱동·홍정아 옮김, 《맥티그》, 을유문화사, 2020년 4월 30일